# سوفی فون هاسلبرگ
سوفی فون هاسلبرگ (انگلیسی: Sophie von Haselberg؛ زادهٔ ۱۴ نوامبر ۱۹۸۶) بازیگر اهل ایالات متحده آمریکا است.
از فیلم‌ها یا مجموعه‌های تلویزیونی که وی در آن‌ها نقش داشته است می‌توان به مرد بی‌منطق و ترور جانی ورساچه: داستان جنایی آمریکایی اشاره نمود.